# Qinnan (ort i Kina)
Qinnan är en ort i Kina. Den ligger i provinsen Jiangsu, i den östra delen av landet, omkring 170 kilometer nordost om provinshuvudstaden Nanjing.
Runt Qinnan är det tätbefolkat, med 591 invånare per kvadratkilometer. Qinnan är det största samhället i trakten. Trakten runt Qinnan består till största delen av jordbruksmark.
Genomsnittlig årsnederbörd är 1 041 millimeter. Den regnigaste månaden är juli, med i genomsnitt 248 mm nederbörd, och den torraste är januari, med 19 mm nederbörd.